# 迪爾萊克 (明尼蘇達州)
迪爾萊克（英語：Deer Lake）是位於美國明尼蘇達州艾塔斯卡縣的一個未組織地區。

## 地方資料
迪爾萊克的面積為559.40平方千米，當中陸地面積為473.20平方千米，而水域面積為86.20平方千米。根據2020年美國人口普查的數據，當地共有人口3639人，而人口密度為每平方千米6.51人。